# Wolfgang Langnitschke
Wolfgang Langnitschke (* 6. Dezember 1941 in Berlin; † 8. Juni 1998 in Lugano) war ein deutscher SED-Funktionär. Er war ab November 1989 Leiter der Abteilung Finanzverwaltung und Parteibetrieb des ZK der SED.

## Leben
Langnitschke machte eine Ausbildung als Maurer und arbeitete danach in diesem Beruf. Von 1961 bis 1964 absolvierte er seinen Wehrdienst bei der NVA. Bevor er 1965 sein Studium an der Ingenieursschule für Bauwesen begann, arbeitete er noch einige Zeit als Maurer. Nach dem erfolgreichen Abschluss seines Studiums arbeitete er von 1968 bis 1973 im Büro des Ministerrats der DDR. Von 1971 bis 1976 absolvierte er ein Fernstudium zum Diplom-Jurist an der Humboldt-Universität zu Berlin. Von 1974 bis 1976 arbeitete er als Abteilungsleiter in der Verwaltung der Wirtschaftsbetriebe beim Ministerrat um dann ab 1977 bis 1979 als Justiziar bei der SED Vermögensverwaltungsfirma Fundament zu arbeiten. Bis 1987 arbeitete er dann als politischer Mitarbeiter bei der Fundament GmbH. Von 1987 bis 1989 war er stellvertretender Leiter und ab November 1989 Leiter der Abteilung Finanzverwaltung und Parteibetriebe des ZK der SED und damit Nachfolger von Heinz Wildenhain.
Im Zusammenhang mit Finanzmanipulationen der PDS („Putnik-Deal“) trat Langnitschke im Oktober 1990 von allen Ämtern zurück. Im Zuge der Untersuchung wurde Langnitschke am 6. Oktober 1990 zeitweise in Untersuchungshaft genommen. Im Untersuchungsausschuss gab Langnitschke dann umfassende Auskünfte über die versuchte Transaktion. Später konnte sich Langnitschke nicht mehr zu den Vorfällen äußern, da er bei einem Verkehrsunfall 1998 in Lugano ums Leben kam. Er wurde auf dem Zebrastreifen vor seinem Hotel überfahren.